# Фишер, Виктор (борец)
Виктор Фишер (нем. Viktor Fischer, 19 октября 1892—1977) — австрийский борец греко-римского стиля, чемпион мира.

## Биография
Родился в 1892 году в Граце. В 1912 году принял участие в Олимпийских играх в Лондоне, но неудачно. В 1912 и 1913 годах становился бронзовым призёром неофициальных чемпионатов Европы. В 1913 году занял 6-е место на чемпионате мира.
В 1920 году стал победителем первого послевоенного чемпионата мира. В 1922 и 1923 годах выигрывал первенство Германии. В 1924 году принял участие в Олимпийских играх в Париже, где занял 5-е место в своей весовой категории. В 1926 году вновь выиграл чемпионат Германии.